# Wetzrillen von Mézy-Moulins

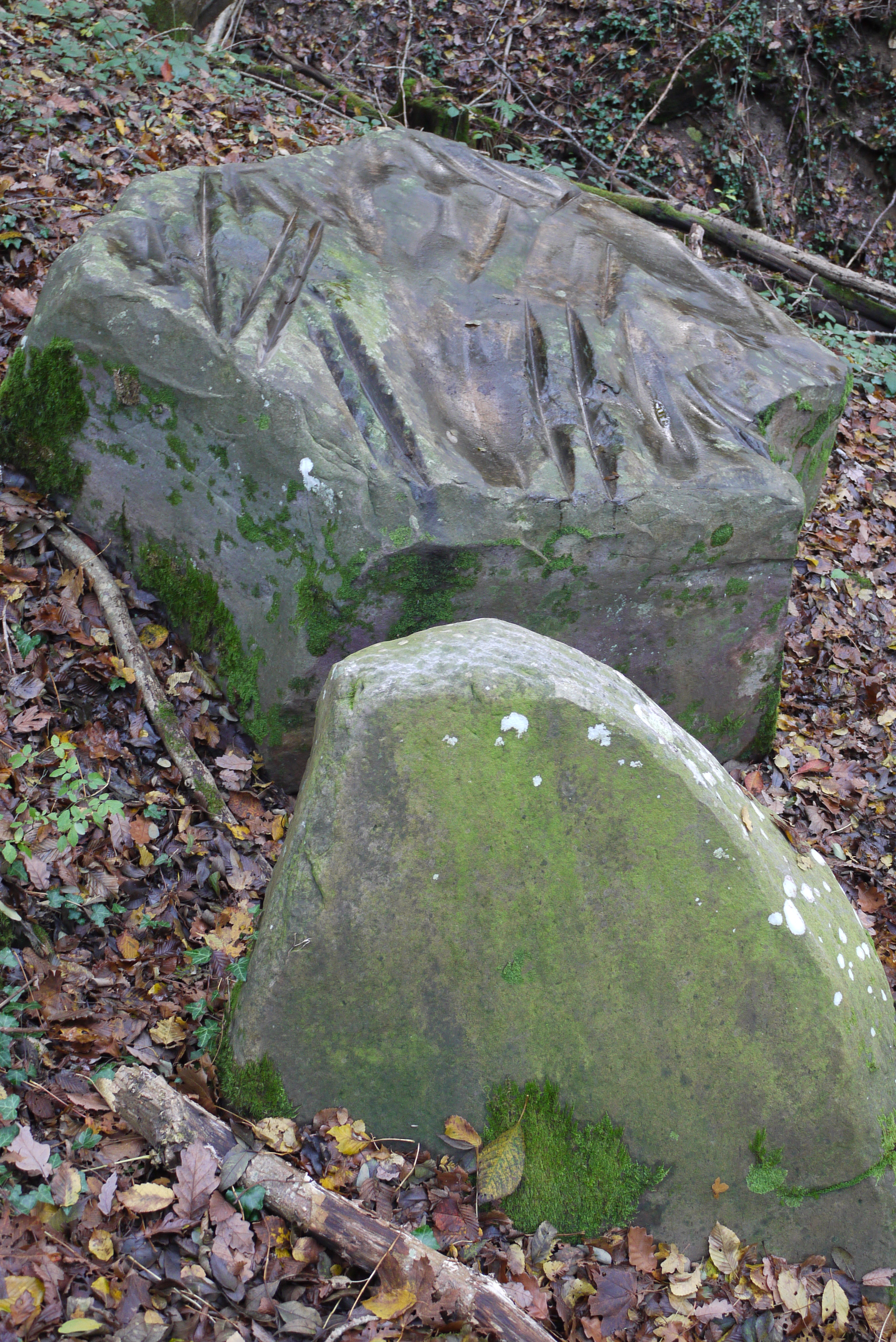
Wetzrillen von Mézy-Moulins

Die Wetzrillen von Mézy-Moulins (französisch Polissoir situé à Mézy-Moulins) liegen auf den Höhen des Bois-des-Grès, östlich von Moulins in der Gemeinde Mézy-Moulins im Kanton Essômes-sur-Marne im äußersten Süden des Département Aisne in Frankreich.

## Beschreibung
Die Wetzrillen von Mézy-Moulins befinden sich in einem etwa 2,0 m breiten und langen, 70 cm hohen Sandsteinblock. Er hat diverse Rillen in V-Form und Schälchen, die zum Schleifen neolithischer Steinwerkzeuge verwendet wurden.
Das Denkmal ist seit 1969 als Monument historique klassifiziert.